# Adlullia postgrisea
Adlullia postgrisea är en fjärilsart som beskrevs av Rothschild 1928. Adlullia postgrisea ingår i släktet Adlullia och familjen tofsspinnare. Inga underarter finns listade i Catalogue of Life.